# Clarissa Davis
Clarissa Glennet Davis, po mężu Wrightsil (ur. 4 czerwca 1967 w San Antonio) – amerykańska koszykarka występująca na pozycji skrzydłowej, mistrzyni świata, igrzysk panamerykańskich i dobrej woli, brązowa medalistka olimpijska, po zakończeniu kariery zawodniczej trenerka koszykarska.
W 1985 została wybrana Texas „Miss Basketball”.

## Osiągnięcia
Na podstawie, o ile nie zaznaczono inaczej.

### NCAA
- Mistrzyni:
  - NCAA (1986)
  - turnieju Southwest (SWC – 1986–1989)
  - sezonu regularnego SWC (1986–1989)
- Uczestniczka rozgrywek:
  - NCAA Final Four (1986, 1987)
  - Elite 8 turnieju NCAA (1986–1989)
- Zawodniczka Roku NCAA:
  - im. Naismitha (1987, 1989)[5]
  - według:
    - USBWA (1989)
    - WBCA (1989)
    - Mercedesa Benz (1989)

  - Wade Trophy (1989)
- Most Outstanding Player (MOP=MVP) turnieju kobiet NCAA (1986)
- Sportowiec dekady (lat 80.) konferencji Southwest (1989)
- Koszykarka dekady (lat 80.) konferencji Southwest (1989)
- Zaliczona do:
  - I składu:
    - All-American (1987, 1989)
    - Southwest (1987–1990)

  - składu:
    - TOP 25 najlepszych koszykarek w historii NCAA (2006 przez ESPN.com)
    - dekady:
      - NCAA lat 80. (1990)
      - konferencji Southwest lat 80. (1989)

  - UT Women's Athletics Hall of Honor (2000)

### Drużynowe
- Mistrzyni:
  - Euroligi (1991)
  - Turcji (1994–1996, 1999)
  - Włoch (1990)
- Wicemistrzyni Włoch (1991)
- Zdobywczyni:
  - pucharu Turcji (1994–1996, 1999)
  - superpucharu Turcji (1993–1995)

### Indywidualne
- Zaliczona do:
  - Żeńskiej Galerii Sław Koszykówki (2006)
  - Galerii Sław:
    - Koszykówki Szkół średnich stanu Teksas (1997)
    - Sportu:
      - The Texas Black Sports Hall of Fame (2003)
      - San Antonio Women's Hall of Fame (2003)
- Liderka strzelczyń Euroligi (1995, 1996)

### Reprezentacyjne
- Mistrzyni:
  - świata (1986)
  - igrzysk:
    - panamerykańskich (1987)
    - dobrej woli (1986, 1994)
- Brązowa medalistka olimpijska (1992)